# اندیس گلک
گلک یک اندیس غیرفلزی است که در حوالی شهر ساوه استان مرکزی قرار دارد و مادهٔ معدنی موجود در آن، بنتونیت است.سنگ میزبان این اندیس آهک است  